# Synchiropus grinnelli
Synchiropus grinnelli är en fiskart som beskrevs av Fowler, 1941. Synchiropus grinnelli ingår i släktet Synchiropus och familjen sjökocksfiskar. Inga underarter finns listade i Catalogue of Life.